# X-Tasy
X-Tasy ist eine EP des Rappers B-Tight. Sie erschien am 6. Oktober 2006 über Aggro Berlin.

## Entstehungsgeschichte
Ursprünglich war für den Oktober 2006 B-Tights Soloalbum Bobby Dick angesetzt. Mit der Begründung, dass „Deutschland noch nicht soweit sei“ wurde das Album auf April 2007 verschoben und eine EP veröffentlicht. B-Tights Album erschien später unter dem Titel Neger Neger.
Anders als die meisten Veröffentlichungen von Aggro Berlin beinhaltet X-Tasy keine Gastbeiträge von Rappern, welche einen Vertrag bei dem Berliner Label haben. Gastbeiträge kommen vom Sektenmitglied MOK und Frauenarzt, welcher auf dem Titellied der EP zu hören ist. Die Refrainvocals in Der Tag danach stammen von Shizoe, die Stimme in Goldstück (Skit) sowie am Ende von Goldstück stammt von Patrice Bouédibéla. Sowohl das Musikstück X-Tasy, als auch die Lieder Bitches und Aggro Gesicht wurden von Tai Jason produziert. Beatight ist für die Beats von Der Tag danach, dem Intro und Durch die Wand verantwortlich.
Inhaltlich geht es in den Stücken von X-Tasy zu einem Großteil um Geschlechtsverkehr. Weitere Themen sind B-Tights Ghetto-Herkunft, sein heutiger Erfolg und die Konsequenzen von Alkoholkonsum.
Zu dem Titellied X-Tasy wurde ein Video gedreht. B-Tight und Frauenarzt befinden sich darin mit diversen Frauen in einem Club. Ein Großteil der Frauen ist mit nacktem Oberkörper zu erkennen. Der erotisch bis pornografische Inhalt des Lieds wird dadurch dargestellt, dass die beiden Rapper die Frauen an verschiedenen Stellen anfassen und lecken und auch die Frauen untereinander, durch Stellungen und Bewegungen, verschiedene Formen des Geschlechtsverkehrs und der Masturbation andeuten. Einen Kurzauftritt im Video hat der Berliner King Orgasmus One. Das Video wurde nicht im Fernsehen gezeigt, sondern konnte lediglich im Internet begutachtet werden. Aus Jugendschutzgründen bekam das Video einige Zeit nach der Erscheinung eine Tagessperre und darf seitdem nur noch zwischen 22:00 und 6:00 Uhr gezeigt werden.

## Titelliste
1. Intro – 1:40
2. X-Tasy (feat. Frauenarzt) – 3:40
3. Aggro Gesicht – 3:05
4. Der Tag danach – 3:49
5. Goldstück (Skit) – 0:36
6. Goldstück – 3:23

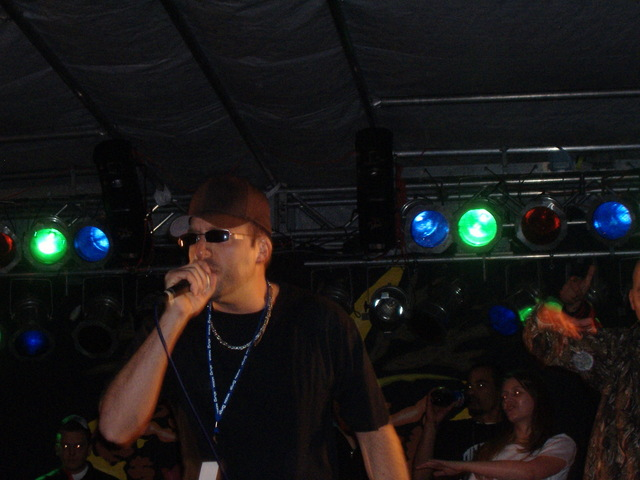
Der Berliner Rapper Frauenarzt

7. Fickparade (Part 2) (feat. MOK) – 2:22
8. Helden (Skit) – 0:27
9. Ghetto Bitch – 2:56
10. Bitches – 2:28
11. Durch die Wand – 3:29
12. Outro – 1:58

## Produzenten
B-Tight selbst produzierte unter seinem Pseudonym Beatight das Intro, Durch die Wand, Der Tag Danach und das Outro. Weitere Beats wurden von Tai Jason, Don Tone und Bock auf’n Beat beigesteuert. Tai Jason produzierte die Stücke X-Tasy, Aggro Gesicht, Fickparade Part 2 und Bitches. Die Produktion von Goldstück wurde von Don Tone übernommen. Den Beat zu Ghetto Bitch wurde von Bock auf’n Beat beigesteuert.

## Illustration
Das Cover ist ein Foto von B-Tight. Der obere Rand des Bildes grenzt an B-Tights Stirn, der Untere befindet sich auf Bauchebene. Der Rapper trägt eine Sonnenbrille und hält eine dunkelhaarige Frau an sich gedrückt. Ein großer prozentualer Anteil der Haut der Oberkörper beider Personen ist nicht von Kleidung bedeckt. Auf Brusthöhe der Frau und B-Tights ist X-Tasy zu lesen. Der Hintergrund ist in verschiedenen Rot-Tönen gehalten. Sowohl die Schrift von X-Tasy, als auch das in der rechten unteren Ecke zu erkennende Aggro-Berlin-Logo und das B-Tight-Symbol, welches über der rechten Schulter des Rappers lesbar ist, sind farblich rot gestaltet.

## Indizierung
Am 31. Januar 2012 wurde X-Tasy durch die Bundesprüfstelle für jugendgefährdende Medien auf Liste A indiziert. Als Grund für die Indizierung wurden die Lieder Fickparade (Part 2) und Bitches angeführt.

## Chartplatzierungen
Die EP stieg in der ersten Woche auf Platz 55 der deutschen Album-Charts ein. In der zweiten Woche belegte der Tonträger Position 98.
| ChartsChartplatzierungen | Höchstplatzierung | Wochen |
| ------------------------ | ----------------- | ------ |
| Deutschland (GfK)        | 55 (2 Wo.)        | 2      |